# Petraliella marginata
Petraliella marginata är en mossdjursart som beskrevs av Canu och Bassler 1928. Petraliella marginata ingår i släktet Petraliella och familjen Petraliellidae. Inga underarter finns listade i Catalogue of Life.